# Criza maghiară (1905)
Criza maghiară a fost un conflict politic în Regatul Ungariei în anii 1905 și 1906 între împăratul Francisc Iosif I (regele Ferenc József al Ungariei) și forțele loiale Habsburgilor precum Partidul Liberal pe de o parte și opoziția sub conducerea Partidul Independenței pe de altă parte.
În alegerile parlamentare maghiare din ianuarie 1905, Partidul Liberal și-a pierdut majoritatea pentru prima dată de la Compromisul austro-ungar din 1867, iar Partidul Independenței, în frunte cu Ferenc Kossuth, conducea o coaliție majoritară în Dieta Ungariei. Disputa dintre tron și opoziție privea, înainte de toate, renunțarea la limba germană ca limbă de comandă în Armata Comună. Tensiunile s-au agravat deoarece coaliția câștigătoare a declarat drept țel politic separarea Armatei Comune. La curtea de la Viena predomina convingerea că sfârșitul Armatei Comune însemna și sfârșitul Dublei Monarhii. De aceea, într-o primă instanță, Ministerpräsident-ul liberal István Tisza a rămas în funcție fără majoritate, ceea ce a dus la un grav conflict constituțional.
În ciuda majorității opoziției independentiste în Dieta Ungariei, în cele din urmă generalul Géza Fejérváry a fost numit de către regele Franz Joseph I în 18 iunie 1905 în fruntea unui guvern tehnocrat. Opoziția a calificat noul guvern drept anticonstituțional, deoarece nu provenea dintr-o majoritate parlamentară. Ca urmare, Fejérváry a guvernat cu ajutorul regelui care a amânat în repetate rânduri sesiunea parlamentară. Pe cale de consecință, opoziția a făcut apel la „rezistență națională” împotriva „guvernului de jandarmi”, iar în multe varmeghii s-a refuzat recrutarea și plata impozitelor. Ministrul de interne Jósef Kristóffy a reacționat la „rezistența națională” cu dure măsuri polițienești. Aproximativ o treime dintre reprezentanții aleși ai Partidului Liberal devotat dualismului au trecut în cele din urmă în tabăra coaliției, care a ajuns astfel să aibă la dispoziție o majoritate de peste trei sferturi.
Fejérváry și-a oferit imediat demisia, care a fost refuzată de rege. 
Concomitent, din cauza cererilor salariale nesatisfăcute, dar și ca efect al revoluției ruse din 1905, s-a ajuns la greve în industrie și în agricultură pe tot cuprinsul țării.
Kristóffy, adevăratul cap al guvernului, a început în consecință negocieri cu social-democrații și cu liberalii de stânga, cărora le-a pus în vedere reforme în domeniul socio-politic și în cel al dreptului de vot. Însă plănuitul sufragiu universal primejduia poziția de putere a elitei naționale aristocratice maghiare. La nivel intern, a apărut un climat politic exploziv: în Ministerul Imperial și Regal de Război din Viena, Generalul Beck a dezvoltat planuri (numite în germană Fall U — Cazul U, unde „U” semnifica Ungaria) de a înăbuși cu forța o posibilă revoltă în Ungaria. În 19 februarie 1906, Francisc Iosif și Fejérváry au permis ocuparea militară a clădirii parlamentului de către Honvezi.
Opinia populației și a corpului funcționăresc s-a îndreptat însă treptat împotriva opoziției și părțile s-au unit în jurul ideii de a-l avea pe Sándor Wekerle drept nou premier, căruia Fejérváry i-a predat mandatul în 8 aprilie 1906. La sfârșitul aceleiași luni, Wekerle a organizat noi alegeri parlamentare.